# Jin Huaidi
Jin Huaidi (chiń. upr. 晋怀帝; chiń. trad. 晉懷帝; ur. 284, zm. 313) – cesarz Chin w latach 307–313, trzeci z dynastii Jin.

## Życiorys
Był jednym z synów założyciela dynastii Jin, Sima Yana, a młodszym bratem swojego poprzednika Jin Huidi. W roku 290, będąc jeszcze dzieckiem, został mianowany księciem komanderii Yuzhang oraz dowódcą kawalerii i wozów (車騎大將軍, chēqí dàjiāngjūn).
W 304 otrzymał od Jin Huidi tytuł „cesarskiego brata” (huángtàidì), co czyniło go następcą tronu, zaś w 307 został cesarzem. W rządach pomagał mu książę Sima Yue, będący nadzorcą cesarskiego sekretariatu.

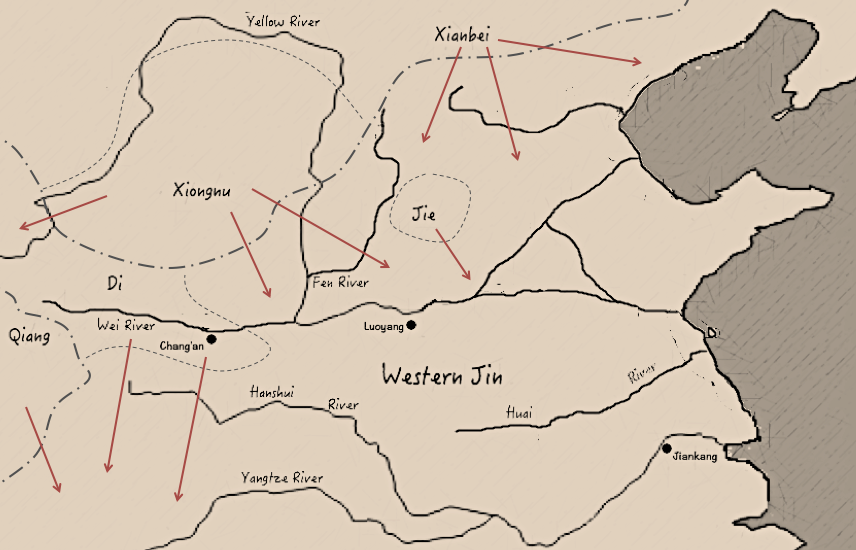
Najazdy Xiongnu i Xianbei

Chiny przeżywały w tym czasie kryzys, związany zarówno ze słabością dynastii jak i licznymi najazdami koczowników. Wykorzystując tę sytuację, 13 lipca 311 roku Xiongnu z państwa Han Zhao zdobyli i splądrowali Luoyang, zaś cesarz Jin poddał się i dostał do niewoli. W wyniku upadku Luoyangu centralny ośrodek władzy cesarskiej praktycznie przestał istnieć – rozpoczął się okres rozbicia, znany jako Szesnaście Królestw.
Po upadku Luoyangu cesarz trafił do Pingyang (dzisiejsze Linfen), gdzie przez półtora roku przebywał na dworze tamtejszego władcy Liu Conga z tytułem księcia Ping'a, jednakże w 313 został przez niego zabity.
Następcą Huaidi został Sima Ye, Jin Mindi, który w 316 roku podzielił los Huaidi.